# Nao (imię)
Nao (jap. なお, ナオ) – popularne żeńskie imię japońskie, rzadko noszone przez mężczyzn. Jest również używane jako skrót od imion Naoko, Naoki, Naomi, Naoto i itp.

## Możliwa pisownia
Nao można zapisać, używając wielu różnych znaków kanji i może znaczyć m.in.:
- 直, „szczery”[1]
- 尚, „nadal/ciągle” (występują też inna wymowy tego imienia, np.: Hisashi, Shō, Takashi)
- 奈緒, „Nara, kabel”
- 菜緒, „warzywa, kabel”
- 奈央, „Nara, centralny”

## Znane osoby
- Nao (ナオ), perkusista japońskiego zespołu Alice Nine
- Nao Kawakita (奈緒), członek japońskiego zespołu Maximum the Hormone
- Nao Kodaira (奈緒), japońska panczenistka
- Nao Matsushita (奈緒), japońska aktorka i pianistka
- Nao Nagasawa (奈央), japońska aktorka, piosenkarka i modelka
- Nao Ōmori (南朋), japoński aktor
- Nao Takamori (奈緒), japońska seiyū
- Nao Yazawa (直), japońska mangaka

## Fikcyjne postacie
- Nao Chikura (名央), bohaterka mangi Hatsukoi Limited
- Nao Kanzaki (ナオ), główna bohaterka mangi i dramy Liar Game
- Nao Makinoha (奈緒), bohaterka mangi Midori Days
- Nao Okuda (奥田), bohaterka mangi K-On!
- Nao Yūki (奈緒), bohaterka anime My-HiME, w anime My-Otome jej imię zmieniono na Juliet Nao Zhang (jap. ジュリエット・ナオ・チャン Jurietto Nao Chan)